# メメントモリ (アルバム)
メメントモリは、2013年8月13日にリリースされたLUNKHEAD9枚目のフルアルバムである。

## 概要
アルバム名の「メメントモリ(memento mori)」とは、ラテン語で「いつか必ず死ぬことを忘れるな。」という意味。

## 収録曲
1. メメント
イントロのみ。
2. 閃光
PVが存在する。土方歳三をイメージして作られた曲。
3. アルピニスタ
アルピニスタとは「登山家」の意味。
4. いきているから
ライブ映像を組み合わせたPVが存在する。
5. 月の城
6. 明日死ぬぐらいの感じで
7. 壊れてくれない
8. raindrops
ギターの山下による弾き語り曲。
9. 未来を願ってしまった
10. 共犯
作成当初は「僕らなら」というタイトルだった。
11. はるなつあきふゆはる
小高曰く「初めてこういう跳ねるリズムに挑戦した曲」
12. 幻灯
小高が大学時代の写真部の友人たちと再会し、幻灯会を開いた際の思いをつづった曲。